# Pavlopetri
Pavlopetri (Oudgrieks: Παυλοπέτρι, Paulus' rots) is een verloren stad aan het zuiden van de Peloponnesos, die tegenwoordig volledig onder water ligt, ten zuidwesten van de kust van Laconië.
De stad wordt beschouwd als de oudste onderwaterstad ter wereld en is uniek omdat bijna de gehele topografie inclusief wegen, gebouwen en graven nog intact is. De archeologische vindplaats heeft een omvang van ongeveer 9.000 vierkante meter en de leeftijd wordt geschat op meer dan 5000 jaar oud. De stad dateert van de vroege bronstijd tot het midden van de Minoïsche beschaving en verdween rond 1000 v.Chr. onder de zeespiegel, bij de eerste van drie aardbevingen in het gebied. 
De stad werd in 1967 ontdekt en in 1968 door Nicholas Flemming en een team van archeologen van de Universiteit van Cambridge in kaart gebracht. Een team van de Universiteit van Nottingham, gesteund door specialisten van de Universiteit van Sydney met robots, bracht de omgeving in 2009 driedimensionaal in kaart. Zoiets gebeurde daar voor het eerst. De stad heeft ten minste 15 gebouwen verzonken in drie tot vier meter water. Er zijn veel gewichten van weefgetouwen gevonden en mogelijk was de stad een centrum voor de textielindustrie. Er zijn ook veel aardewerken kruiken uit Kreta gevonden, wat er op wijst dat de stad een belangrijke haven voor handel was.
De stad is opgenomen in de UNESCO Convention on the Protection of the Underwater Cultural Heritage.